# Junes Barny
Junes Barny (Helsingborg, 4 novembre 1989) è un ex calciatore svedese di origine marocchina, di ruolo centrocampista.

## Carriera
Dopo aver fatto parte del settore giovanile del Påarp, entra in quello dell'Helsingborg. Qui, all'età di 18 anni, viene giudicato non abbastanza bravo per far parte della prima squadra, così Barny abbandona temporaneamente il calcio per trovare lavoro in un magazzino, non avendo più stimoli.
Successivamente entra in contatto con Kenneth Karlsson e firma con l'Högaborg in quarta serie nazionale. Al primo anno non realizza alcuna rete, ma in quello successivo realizza 8 gol, di cui 3 segnati su calcio di rigore.
Il 30 dicembre 2012 firma un contratto biennale con l'Ängelholm, debuttando nel campionato di Superettan con 12 reti e 7 assist. Nel corso della stessa stagione è compagno di squadra del fratello minore Kamal Barny (il quale tuttavia ha collezionato solo due presenze in campionato). Nel campionato 2014 colleziona invece 19 presenze e 3 marcature, ma a fine stagione si svincola.
La stagione 2015 è quella dell'esordio in Allsvenskan con la maglia dell'Halmstad, a cui Barny si lega per due anni. Gioca tutte e 30 le partite e a fine campionato risulta il miglior marcatore della squadra insieme a James Keene e Matthew Rusike, ma con sole 4 reti all'attivo per ciascuno. A causa del penultimo posto in classifica, l'Halmstad scende in Superettan.
Nel giugno 2016 accetta un'offerta dal paese di origine dei suoi genitori, il Marocco, firmando per tre anni con il Difaâ d'El Jadida.
Nel gennaio 2018 torna in Svezia, firmando con il GAIS militante nella seconda serie nazionale.
Nel luglio 2018 sfrutta una clausola del proprio contratto che gli permetteva di rescindere con il GAIS già dopo pochi mesi di permanenza, e torna quindi a disputare la massima serie svedese accasandosi all'Hammarby, squadra che stava temporaneamente lottando per la testa della classifica prima del calo delle ultime giornate. Nonostante la volontà espressa dal giocatore di voler rimanere in biancoverde, non è riuscito a trovare l'accordo per il rinnovo contrattuale.
Il 31 gennaio 2019 Barny, ufficialmente svincolato da un mese, è stato annunciato come nuovo giocatore dell'IFK Göteborg, con un contratto di due stagioni con opzione per un terzo anno. In estate ha chiesto e ottenuto la rescissione contrattuale per ottenere più spazio altrove.
È rimasto svincolato per più di un anno, poi nell'agosto del 2020 è tornato a giocare nella massima serie svedese con l'ingaggio fino a fine anno da parte del neopromosso Varberg.
La sua carriera è proseguita poi a Cipro, avendo firmato nel gennaio del 2021 un contratto con l'Enosis Neon Paralimniou. Nell'agosto dello stesso anno è tornato a giocare in Svezia accordandosi per due anni e mezzo con lo Jönköpings Södra, militante nella seconda serie nazionale.
Il 25 luglio 2022, il sito web dello Jönköpings Södra ha comunicato che Barny, trentaduenne, si sarebbe ritirato dal calcio giocato per diventare con effetto immediato il nuovo direttore sportivo del club stesso.